# Loxosceles valida
Loxosceles valida är en spindelart som beskrevs av Lawrence 1964. Loxosceles valida ingår i släktet Loxosceles och familjen Sicariidae. Inga underarter finns listade i Catalogue of Life.